# Ernst Schrewe

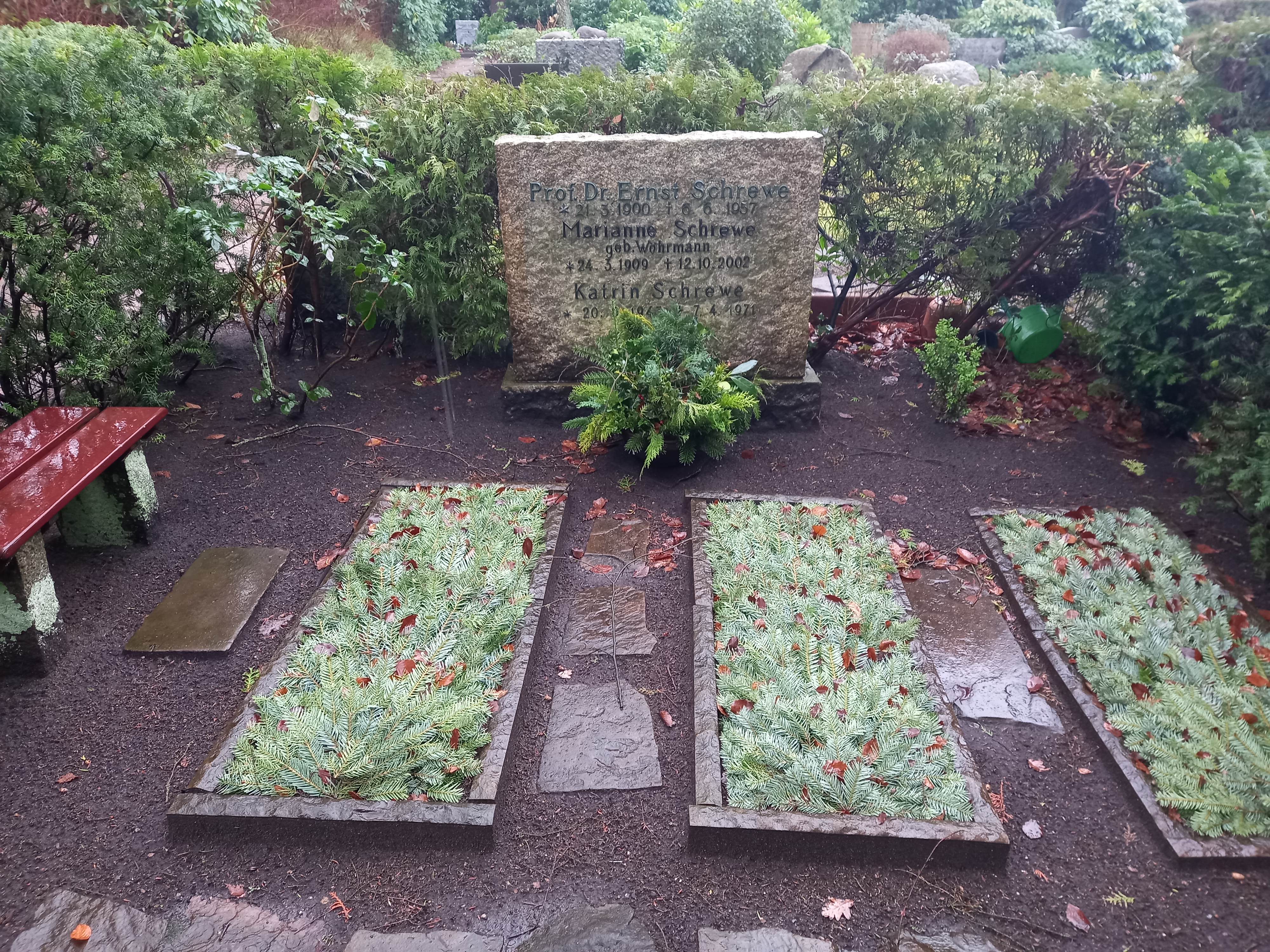
Das Grab von Ernst Schrewe und seiner Ehefrau Marianne geborene Wöhrmann auf dem Friedhof Blankenese in Hamburg

Ernst Schrewe (* 21. März 1900 in Blasheim, Kreis Lübbecke; † 6. Juni 1957 in Hamburg) war Leiter der Hamburger Volkshochschule, der Hamburger Schulverwaltung und Professor der Wirtschaftswissenschaft an der Universität Hamburg.

## Leben und Wirken
Ernst Schrewe war der Sohn eines Landwirts, das vierte von neun Kindern. Schrewe machte von 1919 bis 1922 am Lehrerseminar in Herford eine Ausbildung zum Volksschullehrer. Er arbeitete als Journalist, Geschäftsführer und Lehrer, wurde Mitglied der nationalkonservativen Bismarckjugend, des Stahlhelms und der Deutschnationalen Volkspartei (DNVP). Sein darauf folgendes Studium der Wirtschaftswissenschaften in Freiburg und Berlin beendete er 1932 in Münster als Diplomvolkswirt. Nach seiner Heirat mit der Herforder Pastorentochter Marianne Wöhrmann zog Schrewe nach Hamburg und nahm dort eine Stelle als Referent für Bildungsfragen beim Deutschnationalen Handlungsgehilfen-Verband an. Der DHV wurde jedoch 1933 infolge des Gleichschaltungsgesetzes aufgelöst und Schrewe wurde entlassen. Er betätigte sich daraufhin als Lehrer an der Hamburger Volkshochschule und arbeitete an seiner Doktorarbeit. 1933 promovierte er bei Heinrich Sieveking an der Universität Hamburg mit der Arbeit Die Anpassungsfähigkeit der Landwirtschaft an wirtschaftliche Veränderungen.
Obwohl Schrewe die Wirtschaftspolitik der Nationalsozialisten kritisch sah, folgte er dem Rat des mit ihm befreundeten Gottfried Treviranus und wurde am 1. Mai 1933 Mitglied der NSDAP. Auch schloss er sich der SS an. Schrewe sprach auf Versammlungen des Nationalsozialistischen Lehrerbundes zum Thema „Die Grundkräfte des Nationalsozialismus“. Dabei gab er sich gemäßigt nationalsozialistisch. Er stellte den Widerstand „des Gesunden“ gegen „das Kranke“ in den Mittelpunkt seines Konzepts, unterließ jedoch antisemitische und rassistische Äußerungen. Aufgrund seiner Lehrtätigkeit an der Volkshochschule und auf Andringen von Gauleiter Karl Kaufmann wurde Schrewe 1937 zum Direktor der Hamburger Volkshochschule ernannt. Nebenher war er Dozent für Sozialökonomie, habilitierte sich und lehrte 1942–1943 als außerordentlicher Professor für Volkswirtschaftslehre an der Universität Hamburg.
Nach der Operation Gomorrha im Juli 1943 gab Kaufmann Schrewe den Auftrag, das Hamburger Schulwesen neu zu organisieren und zu verwalten. Im Rahmen der Kinderlandverschickung sollte er versuchen, möglichst viele Kinder und Jugendliche von einer Rückkehr in das zerstörte Hamburg abzuhalten. Zu diesem Zweck rief er bis kurz vor Kriegsende, wenn auch zunehmend weniger erfolgreich, zur Teilnahme an der Erweiterten Kinderlandverschickung auf. Schrewe sprach wiederholt öffentlich und äußerte sich dabei gemäßigt regimetreu. Im April 1944 richtete er eine „Pädagogische Woche“ aus, mit der er den „Geist des Widerstandes“ unter Hamburger Lehrkräften mehren wollte. Schrewe versuchte Entscheidungsbefugnisse möglichst auszulagern und zu verteilen; dem entgegen stand das hierarchisch und diktatorisch organisierte politische System. Unter dem Titel Senatssyndikus war Schrewe der einzige Leiter der Schul- und Hochschulbehörde zwischen 1933 und 1945, der kein Berufspolitiker war.
Mit dem Ende des Zweiten Weltkriegs endete Schrewes Dienstzeit. Im Rahmen eines Entnazifizierungsverfahrens 1949 galt er als „unbelastet“, stand jedoch 1950 gemeinsam mit seinem Justitiar Hasso von Wedel vor Gericht. Die Anklage hielt Schrewe für mitschuldig am Tod von Yvonne Mewes, die 1942 abgelehnt hatte, die Kinderlandverschickung zu begleiten. Schrewe und von Wedel hatten daraufhin erfolglos versucht, die Lehrerin zur Wiederaufnahme der Lehrerstelle zu nötigen und sie nach ihrer Kündigung bei der Gestapo angezeigt. Da keine Beweise für Schrewes Schuld vorlagen, endete der Prozess unter Vorsitz von Fritz Valentin, dem späteren Senatspräsidenten am Hanseatischen Oberlandesgericht, mit Freispruch.
In den Nachkriegsjahren setzte sich Schrewe für die Neugestaltung der Wirtschaft ein. Auf Lehrgängen von Firmen und Arbeitgeber- und Arbeitnehmerverbänden sprach er über eine neue Sozialordnung und die Aufgaben des Unternehmers der Zukunft. Schrewe war 1954 ein Mitbegründer von Haus Rissen – Institut für Internationale Politik und Wirtschaft in Hamburg. Im Rang eines Wissenschaftlichen Rates arbeitete er am damaligen Hamburger Weltwirtschaftsarchiv und nahm als Honorarprofessor für Wirtschafts- und Sozialpolitik seine Lehrtätigkeit an der Hamburger Universität wieder auf. Ernst Schrewe starb im Alter von 57 Jahren an einem Gehirntumor. Er hinterließ seine Ehefrau und vier Töchter.